# Penthea
Penthea is een kevergeslacht uit de familie van de boktorren (Cerambycidae). De wetenschappelijke naam van het geslacht werd voor het eerst geldig gepubliceerd in 1840 door Castelnau.

## Soorten
Penthea omvat de volgende soorten:
- Penthea melanosticta Pascoe, 1875
- Penthea obscura Breuning, 1961
- Penthea obscuroides Breuning & Heyrovsky, 1964
- Penthea pardalina Breuning, 1942
- Penthea costata Pascoe, 1863
- Penthea intricata Pascoe, 1864
- Penthea lichenosus McKeown, 1942
- Penthea pardalis (Newman, 1842)
- Penthea saga (Pascoe, 1865)
- Penthea solida Pascoe, 1863
- Penthea tigrina Blackburn, 1901
- Penthea vermicularis (Donovan, 1805)